# The Band (album)
| Recensione                        | Giudizio          |
| --------------------------------- | ----------------- |
| AllMusic                          | [ 3 ]             |
| Storia della musica               | [ 4 ]             |
| The New Rolling Stone Album Guide | [ 5 ]             |
| Sputnikmusic                      | 5.0 (Classic)     |
| Piero Scaruffi                    | [ 7 ]             |
| Ondarock                          | Disco consigliato |
| Dizionario del Pop-Rock           | [ 9 ]             |
| 24.000 dischi                     | [ 10 ]            |

The Band è l'omonimo secondo album del gruppo musicale The Band, pubblicato il 22 settembre 1969. Il disco viene spesso anche chiamato The Brown Album (l'album marrone), nello spirito del White Album dei Beatles.

## Il disco
The Band raggiunse la posizione numero 9 nella classifica di Billboard negli Stati Uniti. Nel 2000, rientrò prepotentemente in classifica piazzandosi alla posizione numero 10 nella classifica internet dei dischi della rivista Billboard. I singoli estratti dall'album Rag Mama Rag e Up on Cripple Creek raggiunsero rispettivamente la posizione numero 57 e 25 in classifica negli Stati Uniti.
Il disco include molte delle canzoni più celebri del gruppo, come The Night They Drove Old Dixie Down, che Rolling Stone nominò la 245ª canzone migliore di tutti i tempi. Nel 2003, l'album è stato inoltre inserito alla posizione numero 45 nella classifica dei 500 migliori album di sempre redatta dalla rivista Rolling Stone. Nel 1998 i lettori della rivista specializzata Q hanno votato The Band come il 76º miglior disco di sempre.
Secondo le note incluse nella ristampa del 2000 di The Band scritte da Rob Bowman, l'album, fu concepito come una sorta di concept album, dedicato all'antica tradizione storica e rurale americana.
Alcuni brani del disco trattano di temi storici come la Guerra di Secessione in The Night They Drove Old Dixie Down, King Harvest (Has Surely Come) e Jawbone.
Nel 2009 il disco è stato inserito nella lista National Recording Preservation Board della Biblioteca del Congresso.

## Tracce

### LP
Tutti i brani sono opera di Robbie Robertson eccetto dove indicato.
Lato A
1. Across the Great Divide – 2:52
2. Rag Mama Rag – 3:02
3. The Night They Drove Old Dixie Down – 3:30
4. When You Awake – 3:10 (Richard Manuel, Robbie Robertson)
5. Up on Cripple Creek – 4:29
6. Whispering Pines – 3:55 (Richard Manuel, Robbie Robertson)

Lato B
1. Jemima Surrender – 3:30 (Levon Helm, Robbie Robertson)
2. Rockin' Chair – 3:40
3. Look Out Cleveland – 3:07
4. Jawbone – 4:17 (Richard Manuel, Robbie Robertson)
5. The Unfaithful Servant – 4:15
6. King Harvest (Has Surely Come) – 3:35

### CD
Edizione CD del 2000, pubblicato dalla Capitol Records (7243 5 25389 2 8)
Tutti i brani sono opera di Robbie Robertson eccetto dove indicato.
1. Across the Great Divide – 2:54
2. Rag Mama Rag – 3:05
3. The Night They Drove Old Dixie Down – 3:33
4. When You Awake – 3:13 (Richard Manuel, Robbie Robertson)
5. Up on Cripple Creek – 4:35
6. Whispering Pines – 3:58 (Richard Manuel, Robbie Robertson)
7. Jemima Surrender – 3:32 (Levon Helm, Robbie Robertson)
8. Rockin' Chair – 3:43
9. Look Out Cleveland – 3:10 (Richard Manuel, Robbie Robertson)
10. Jawbone – 4:21 (Richard Manuel, Robbie Robertson)
11. The Unfaithful Servant – 4:17
12. King Harvest (Has Surely Come) – 3:40
13. Get Up Jake – 2:18 – Bonus Track - Outtake - Stereo Mix
14. Rag Mama Rag – 3:05 – Bonus Track - Alternate Vocal Take - Rough Mix
15. The Night They Drove Old Dixie Down – 4:16 – Bonus Track - Alternate Mix
16. Up on Cripple Creek – 4:51 – Bonus Track - Alternate Take
17. Whispering Pines – 5:10 (Richard Manuel, Robbie Robertson) – Bonus Track - Alternate Take
18. Jemima Surrender – 3:49 (Levon Helm, Robbie Robertson) – Bonus Track - Alternate Take
19. King Harvest (Has Surely Come) – 4:28 – Bonus Track - Alternate Performance

## Formazione
Across the Great Divide
- Richard Manuel - voce solista, pianoforte, sassofono baritono
- Rick Danko - basso, trombone
- Robbie Robertson - chitarra elettrica
- Garth Hudson - organo Lowrey, sassofono tenore
- Levon Helm - batteria, accompagnamento vocale-coro
- John Simon - tuba

Rag Mama Rag
- Levon Helm - voce solista, mandolino
- Rick Danko - violino, accompagnamento vocale-coro
- Richard Manuel - batteria
- Robbie Robertson - chitarra elettrica
- Garth Hudson - pianoforte
- John Simon - tuba

The Night They Drove Old Dixie Down
- Levon Helm - voce solista, batteria
- Rick Danko - basso, violino, accompagnamento vocale-coro
- Richard Manuel - pianoforte, armonica a bocca, accompagnamento vocale-coro
- Robbie Robertson - chitarra acustica
- Garth Hudson - slide trumpet, melodica

When You Awake
- Rick Danko - voce solista, basso
- Levon Helm - chitarra acustica, accompagnamento vocale-coro
- Richard Manuel - batteria, accompagnamento vocale-coro
- Robbie Robertson - chitarra elettrica
- Garth Hudson - organo Lowrey

Up on Cripple Creek
- Levon Helm - voce solista, batteria
- Rick Danko - basso, accompagnamento vocale-coro
- Richard Manuel - pianoforte, accompagnamento vocale-coro
- Robbie Robertson - chitarra elettrica
- Garth Hudson - clavinet (con effetto wah-wah), organo Lowrey

Whispering Pines
- Richard Manuel - prima voce solista, pianoforte
- Levon Helm - seconda voce solista, batteria
- Rick Danko - basso
- Robbie Robertson - chitarra acustica
- Garth Hudson - organo Lowrey
- John Simon - pianoforte elettrico

Jemima Surrender
- Levon Helm - voce solista, chitarra elettrica ritmica
- Rick Danko - basso a 6 corde, accompagnamento vocale-coro
- Richard Manuel - batteria, accompagnamento vocale-coro
- Robbie Robertson - chitarra elettrica
- Garth Hudson - pianoforte, sassofono baritono
- John Simon - tuba

Rockin' Chair
- Richard Manuel - prima voce solista
- Levon Helm - seconda voce solista, mandolino
- Rick Danko - basso, accompagnamento vocale-coro
- Robbie Robertson - chitarra acustica
- Garth Hudson - accordion

Look Out Cleveland
- Rick Danko - voce solista, basso
- Levon Helm - batteria, accompagnamento vocale-coro
- Richard Manuel - pianoforte, accompagnamento vocale-coro
- Robbie Robertson - chitarra elettrica solista, chitarra elettrica aggiunta
- Garth Hudson - organo Lowrey

Jawbone
- Richard Manuel - voce solista, pianoforte
- Levon Helm - batteria, accompagnamento vocale-coro
- Rick Danko - basso, accompagnamento vocale-coro
- Robbie Robertson - chitarra elettrica
- Garth Hudson - organo Lowrey

The Unfaithful Servant
- Rick Danko - voce solista, basso, trombone
- Levon Helm - batteria
- Richard Manuel - pianoforte, sassofono baritono
- Robbie Robertson - chitarra acustica
- Garth Hudson - sassofono soprano
- John Simon - tuba

King Harvest (Has Surely Come)
- Richard Manuel - prima voce solista
- Levon Helm - seconda voce solista, batteria
- Rick Danko - basso
- Robbie Robertson - chitarra elettrica
- Garth Hudson - organo Lowrey, basso pedaliera dell'organo
- John Simon - pianoforte elettrico[12]

Note aggiuntive
- John Simon - produttore
- Tony May – ingegnere del suono
- Joe Zagarino – ingegnere del suono
- Elliot Landy – fotografie

## Classifica
Album
| Anno | Classifica    | Posizione raggiunta |
| ---- | ------------- | ------------------- |
| 1970 | Billboard 200 | 9                   |

Singoli
| Anno | Titolo del brano    | Classifica        | Posizione raggiunta |
| ---- | ------------------- | ----------------- | ------------------- |
| 1970 | Up on Cripple Creek | Billboard Hot 100 | 25                  |
| 1970 | Rag Mama Rag        | Billboard Hot 100 | 57                  |